# Комплекс објеката Веронике Клонфер
Комплекс објеката Веронике Клонфер (породице Милосављевић) се налази у селу Друговац, на територији града Смедерева, један је од ретких примера сачуваног комплетног сеоског домаћинства 19. века и својеврстан мали етно музеј типова објеката и начина градње у овим крајевима током једног столећа. Због својих вредности убраја се непокретна културна добра као заштићени споменик културе.

## Власници комплекса
Породица Милосављевић једна је од најстаријих у Друговцу и уступила је своје земљиште за изградњу цркве, а касније и школе у Друговцу. Поуздано се зна да је нову кућу саградио Жива Милосављевић, а како он није имао потомака, комплекс је наследила Вероника Клонфер. Она је била власник у време утврђивања за културно добро, тако да се негде помиње и под њеним именом. Како ни она није имала потомака, комплекс је након њене смрти поново постао власништво посодице Милосављовић, потомака Живиног рођеног брата.

## Објекти у домаћинству
Комплек се састоји од више објеката: две куће, млинског магацина, коша плетара, качаре, фурунаре и штале.
- Стара кућа, подигнута почетком 19. века, правоугаоне је основе 13,90х9,12 м, бондручне конструкције, покривена ћерамидом. Основа је развијеног типа и карактеристично је да су се на кући задржала двоја наспрамна врата. Првобитно је имала велики трем који је касније затворен.
- Нова кућа подигнута 1891-92. године, правоугаоне основе 16,20х12,70 м, представља тип градске куће које су крајем 19. века почели да граде и богатији људи у селима. Има високо приземље, подрум испод једног дела зграде, покривена је бибер црепом. У собама су сачуване осликане таванице.
- Млински магацин подигнут је половином 19. века. Правоугаоне је основе 14,00х5,60 м грађен храстовим талпама на уздигнутом темељу од опеке. Кров је двоводан, покривен бибер црепом.
- Кош плетар подигнут је у првој половини 19. века. Основа коша је 7,98х2,13 м, са тремом 7,98х3,30 м. Бондручне је конструкције са испуном од преплетеног прућа, са уздигнутим темељом од опеке.
- Качара је подигнута у првој половини 19. века. Димензија 12,60х9,60 м. По конструкцији је чатмара, касније препокривена бибер црепом.
- Фурунара је из половине 19. века, димензија 5,30х4,00 м. Бондручне је конструкције са испуном од опеке. У њој се налази зидана фуруна за печење хлеба.
- Штала је изграђена приближно кад и нова кућа. Зидана је опеком и служила је за јахаће коње.